# Hofmeyr-Schädel

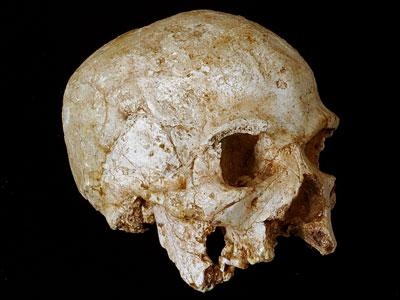
Der Hofmeyr-Schädel

Der Hofmeyr-Schädel  (auch: Hofmeyr 1) ist das fast vollständig erhaltene Fossil der Schädelknochen eines ausgewachsenen anatomisch modernen Menschen (Homo sapiens). Er wurde 1952 nahe dem Ort Hofmeyr in der südafrikanischen Provinz Ostkap aufgefunden. Der Schädel war im ausgetrockneten Flussbett des Vlekpoort River (31° 34′ S, 25° 58′ O) zutage getreten, weitere Knochenfunde oder archäologische Artefakte sind von diesem Ort nicht bekannt. Die genaue Fundstelle ist heute nicht mehr zugänglich, da sie unter Schluff verschwand, nachdem flussabwärts ein Stauwehr errichtet worden war. Die Bedeutung des Schädels für die Stammesgeschichte des Menschen wurde erst mehr als 50 Jahre nach seiner Entdeckung erkannt. Zu diesem Zeitpunkt waren allerdings bereits mehrere Teile des Schädels verloren gegangen, da er 1970 stark beschädigt worden war.
Schon in den 1960er-Jahren hatte man – vermutlich um den Fund zu datieren – ein Stück des Scheitelbeins entfernt, allerdings wurde keine Altersbestimmung publiziert. Erst Anfang 2007 erschien die Studie einer international besetzten Forschergruppe, die den Hofmeyr-Schädel auf ein Alter von etwa 36.000 ± 3000 Jahren datierte. Mittels einer neuen Datierungsmethode, die von Teammitglied Richard Bailey und seinen Kollegen von der University of Oxford entwickelt worden war, hatten die Forscher untersucht, wie viel ionisierende Strahlung von den Sandkörnern, die den Schädel ausfüllten, absorbiert worden war und hieraus das Alter erschlossen.
Die neuerliche Untersuchung des Hofmeyr-Schädels erbrachte zugleich wichtige Einblicke in die Morphologie der  jungpaläolithischen (Late Stone Age-) Population von Homo sapiens im südlichen Afrika. Der Schädel weist der Studie zufolge eine sehr große Ähnlichkeit mit etwa gleich alten Schädeln aus Europa auf. Er unterscheidet sich aber stark von den Schädeln heute lebender subsaharischer Afrikaner, einschließlich der Khoisan; gleichfalls unterscheidet er sich von allen bekannten, jüngeren archäologischen Schädelfunden aus der Region. Die Forscher deuten diese Sonderstellung als eine unabhängige Bestätigung jener genetischen Untersuchungen zur Ausbreitung des Menschen, die darauf hinweisen, dass der moderne Mensch vom subsaharischen Teil Afrikas aus vor rund 40.000 Jahren die Alte Welt besiedelte (Out-of-Africa-Theorie). „Aus dieser Population stammen die Vorfahren aller heute lebenden Menschen ab“, wurde Teamleiter Frederick E. Grine in einer Pressemitteilung der Max-Planck-Gesellschaft zitiert.
Aufgrund der Datierung schloss der Fund zugleich eine Lücke bei den im subsaharischen Afrika gefundenen Fossilien, die zu Homo sapiens gestellt werden. Zuvor waren nur Funde bekannt, die entweder rund 70.000 oder nur rund 15.000 Jahre alt sind. Verwahrort ist das East London Museum in der südafrikanischen Hafenstadt East London.

## Belege
1. ↑  F. E. Grine et al.: Late Pleistocene Human Skull from Hofmeyr, South Africa and Modern Human Origins. In: Science. Band 315, 2007, S. 226–229, doi:10.1126/science.1136294, Volltext (PDF)
2. ↑  wörtlich heißt es in Science: „an overall picture of morphological modernity“
3. ↑  Hofmeyr-Schädel unterstützt ‚Out of Africa‘-Theorie. Auf: mpg.de vom 12. Januar 2007